# Wahl zur Nordirland-Versammlung 1998
- SF: 18
- SDLP: 24
- Alliance: 6
- NIWC: 2
- Unabh. Unionisten: 3
- PUP: 2
- UUP: 28
- DUP: 20
- UKUP: 5

- SF: 2
- SDLP: 4
- UUP: 4
- DUP: 2

- Nationalisten: 42
- Andere: 8
- Unionisten: 58

Die Wahl zur Nordirland-Versammlung 1998 am 25. Juni 1998 war die erste Wahl zur neu eingerichteten Northern Ireland Assembly (Nordirland-Versammlung). Bei der Wahl erhielten unionistische Parteien die Mehrheit der Stimmen und Parlamentssitze. Nach der Wahl wurde eine Multiparteien-Koalitionsregierung unter David Trimble als First Minister gebildet.

## Hintergrund
Die Wahl zum Unterhaus des Vereinigten Königreichs am  1. Mai 1997 hatte New Labour unter ihrem Vorsitzenden Tony Blair mit deutlicher Mehrheit gewonnen. Damit gingen 18 Jahre konservativer Regierungszeit zu Ende. Zu den Wahlversprechen von Labour hatte auch die Durchführung von Volksabstimmungen zur devolution, d. h. zur Dezentralisierung des Vereinigten Königreichs gehört. In Referenden in Schottland am 11. September 1997 und in Wales am 18. September stimmte eine Mehrheit der Abstimmenden der Einrichtung von Regionalparlamenten in diesen Landesteilen zu. Auch in Nordirland wurde am 22. Mai 1998 ein Referendum abgehalten, bei dem es um die Annahme der Vereinbarungen des sogenannten Karfreitagsabkommens ging. Zu den Vereinbarungen des Karfreitagsabkommens gehörte auch die Einrichtung eines eigenen Volksvertretung und Exekutive für Nordirland. Im Referendum stimmte eine Mehrheit der nordirischen Wähler den Vereinbarungen zu. Als erster Wahltermin für das nordirische Parlament wurde der 25. Juni 1998 angesetzt.

## Wahlrecht
Die Wahl erfolgt nach einem Präferenzwahlsystem (single transferable vote). In den 18 nordirischen Wahlkreisen für das Parlament in Westminster wurden jeweils 6 Abgeordnete gewählt. Das gesamte Parlament umfasste somit 108 Abgeordnete.

## Parteienspektrum
Die folgende Tabelle gibt einen groben Überblick über die politische Ausrichtung der größten Parteien. Das Parteienspektrum teilte sich ziemlich weitgehend entlang der Konfessionsgrenzen. Protestanten waren meist den unionistischen Parteien verbunden und Katholiken der republikanischen Seite.
| Partei                             | Kürzel   | Politische Richtung |
| ---------------------------------- | -------- | --- |
| Ulster Unionist Party              | UUP      | konservativ unionistisch |
| Social Democratic and Labour Party | SDLP     | republikanisch-sozialdemokratisch |
| Democratic Unionist Party          | DUP      | radikal unionistisch, lehnte ursprünglich das Karfreitagsabkommen ab                                                                       |
| Sinn Féin                          | SF       | politischer Arm der IRA, republikanisch |
| Alliance Party of Northern Ireland | Alliance | liberal, ursprünglich unionistisch, später zunehmend „neutral“                                                                             |
| UK Unionist Party                  | UKUP     | radikal-unionistisch, lehnte Karfreitagsabkommen und Selbstverwaltung Nordirlands ab                                                       |
| Unabhängige Unionisten             | Union    | nicht parteigebundene Unionisten |
| Progressive Unionist Party         | PUP      | Unionismus, politischer Arm der Ulster Volunteer Force, sozialpolitisch eher im Mitte-Links-Spektrum, befürwortete das Karfreitagsabkommen |

## Ergebnisse
Die folgende Tabelle zeigt die Wahlergebnisse. Die Stimmenangaben in der Tabelle entsprechen den Stimmen erster Präferenz. Die Wahlbeteiligung war mit 70,0 % vergleichsweise hoch. Bei der gesamtbritischen Parlamentswahl 1997 hatte sie bei 67,1 % gelegen, beim Nordirland-Referendum 1998 allerdings bei 81,1 %.

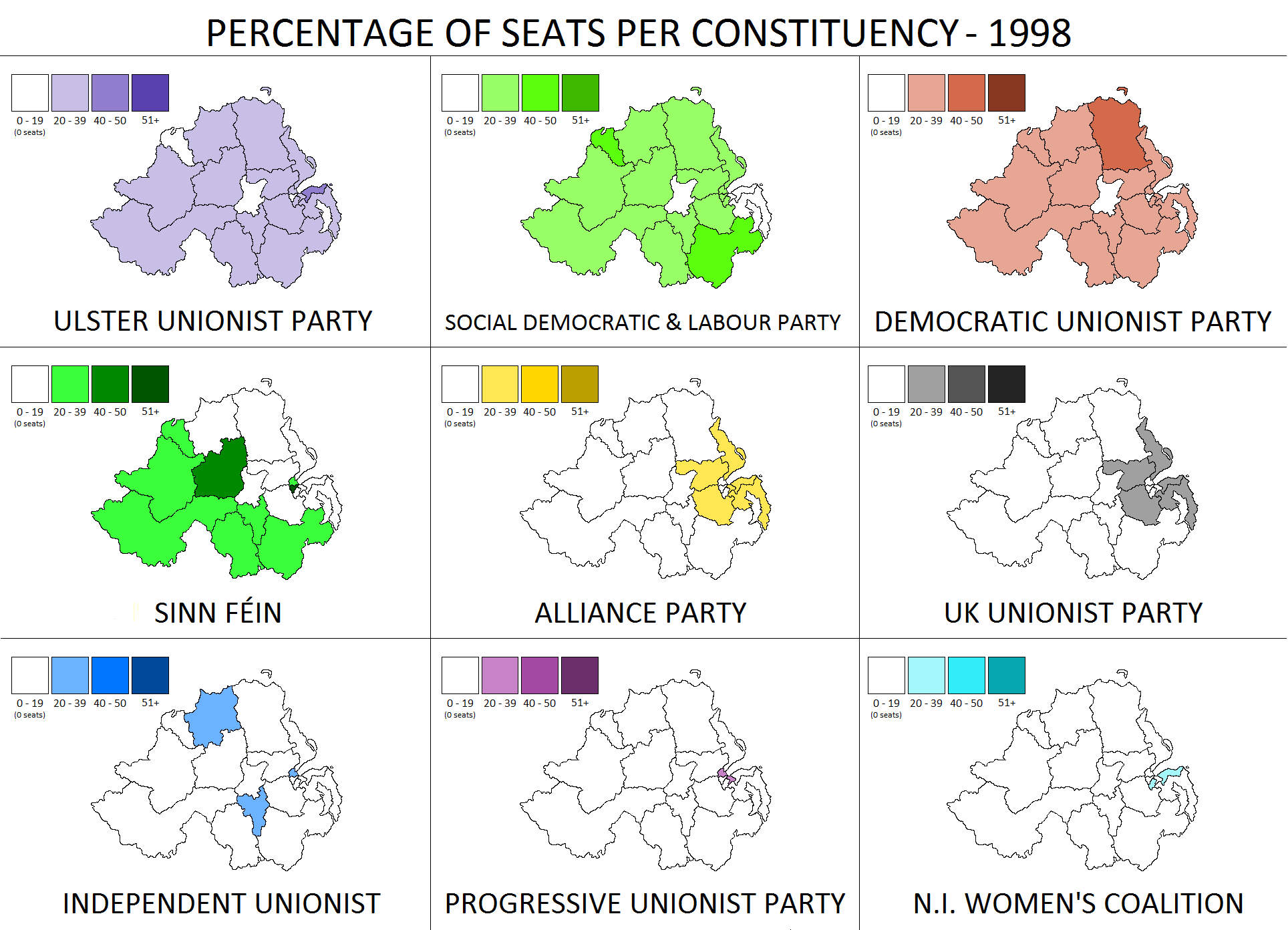
Prozentsatz der gewonnenen Sitze nach Parteien in den 18 Wahlkreisen von Nordirland

| Partei                             | Stimmen | Stimmen in % | Sitze | Sitze in % |
| ---------------------------------- | ------- | ------------ | ----- | ---------- |
| Social Democratic and Labour Party | 177.963 | 21,99 %      | 24    | 22,2 %     |
| Ulster Unionist Party              | 172.225 | 21,28 %      | 28    | 25,9 %     |
| Democratic Unionist Party          | 145.917 | 18,03 %      | 20    | 18,5 %     |
| Sinn Féin                          | 142.858 | 17,65 %      | 18    | 16,7 %     |
| Alliance Party of Northern Ireland | 52.636  | 6,50 %       | 6     | 5,6 %      |
| UK Unionist Party                  | 36.541  | 4,52 %       | 5     | 4,6 %      |
| Unabhängige Unionisten             | 24.339  | 2,85 %       | 3     | 2,8 %      |
| Progressive Unionist Party         | 20.634  | 2,55 %       | 2     | 1,9 %      |
| Northern Ireland Women’s Coalition | 13.019  | 1,61 %       | 2     | 1,9 %      |
| Ulster Democratic Party            | 8.651   | 1,07 %       | 0     |            |
| Unabhängige                        | 5.392   | 0,69 %       | 0     |            |
| Labour Party of Northern Ireland   | 2.729   | 0,34 %       | 0     |            |
| Workers’ Party of Ireland          | 1.989   | 0,25 %       | 0     |            |
| Conservative Party in Nordirland   | 1.835   | 0,23 %       | 0     |            |
| Ulster Independence Movement       | 1.227   | 0,15 %       | 0     |            |
| Natural Law Party                  | 832     | 0,10 %       | 0     |            |
| Socialist Party                    | 789     | 0,10 %       | 0     |            |
| Green Party in Northern Ireland    | 710     | 0,09 %       | 0     |            |
| Gesamt                             | 786.132 | 100,00 %     | 108   | 100,0 %    |

## Bewertung des Wahlergebnisses
Unionistische Parteien gewannen 58 der 108 Sitze, irisch-republikanische Parteien (Sinn Féin und SDLP) gewannen 42, und in dieser Frage weitgehend neutrale Parteien (Alliance, NI Women’s Coalition) gewannen 8. Von den 108 Abgeordneten unterstützten 80 das Karfreitagsabkommen. Die 28 Abgeordneten, die gegen das Abkommen waren, setzten sich aus DUP (20), UKUP (5), und unabhängigen Unionisten (3) zusammen. Die Ulster Unionist Party (UUP) wurde nach Sitzen stärkste Partei und blieb damit weiter die führende unionistische Partei. Sie erlitt aber deutliche Verluste im Vergleich zu vorangegangenen Wahlen und verlor Stimmen vorwiegend an die DUP und UKUP. Die SDLP mit John Hume an der Spitze wurde erstmals nach Stimmen stärkste Partei. Am 1. Juli 1998 wurde David Trimble, der Parteiführer der UUP zum First Minister von Nordirland gewählt. Er führte eine Koalitionsregierung aus UUP, SDLP, DUP und SF, die bis 2002 amtierte. Im Oktober 1998 erhielten David Trimble (UUP) und John Hume (SDLP) den Friedensnobelpreis „für ihre Bemühungen um eine friedliche Lösung des Nordirlandkonfliktes“ zugesprochen.